# Plaza 25 de Mayo (San Juan)
La Plaza 25 de Mayo, es un espacio verde parquizado ubicado en la ciudad argentina de San Juan. Está ubicada en el centro de la ciudad, y se trata de la plaza principal.
Posee una fuente de agua y entre sus paseos, dos grandes esculturas de Domingo Faustino Sarmiento y Fray Justo Santa María de Oro, y una gran variedad de árboles.
En sus esquinas unos kioscos centenarios, que aún se conservan, y dan un toque colonial conjugado al modernismo actual de dicha ciudad.

## Historia

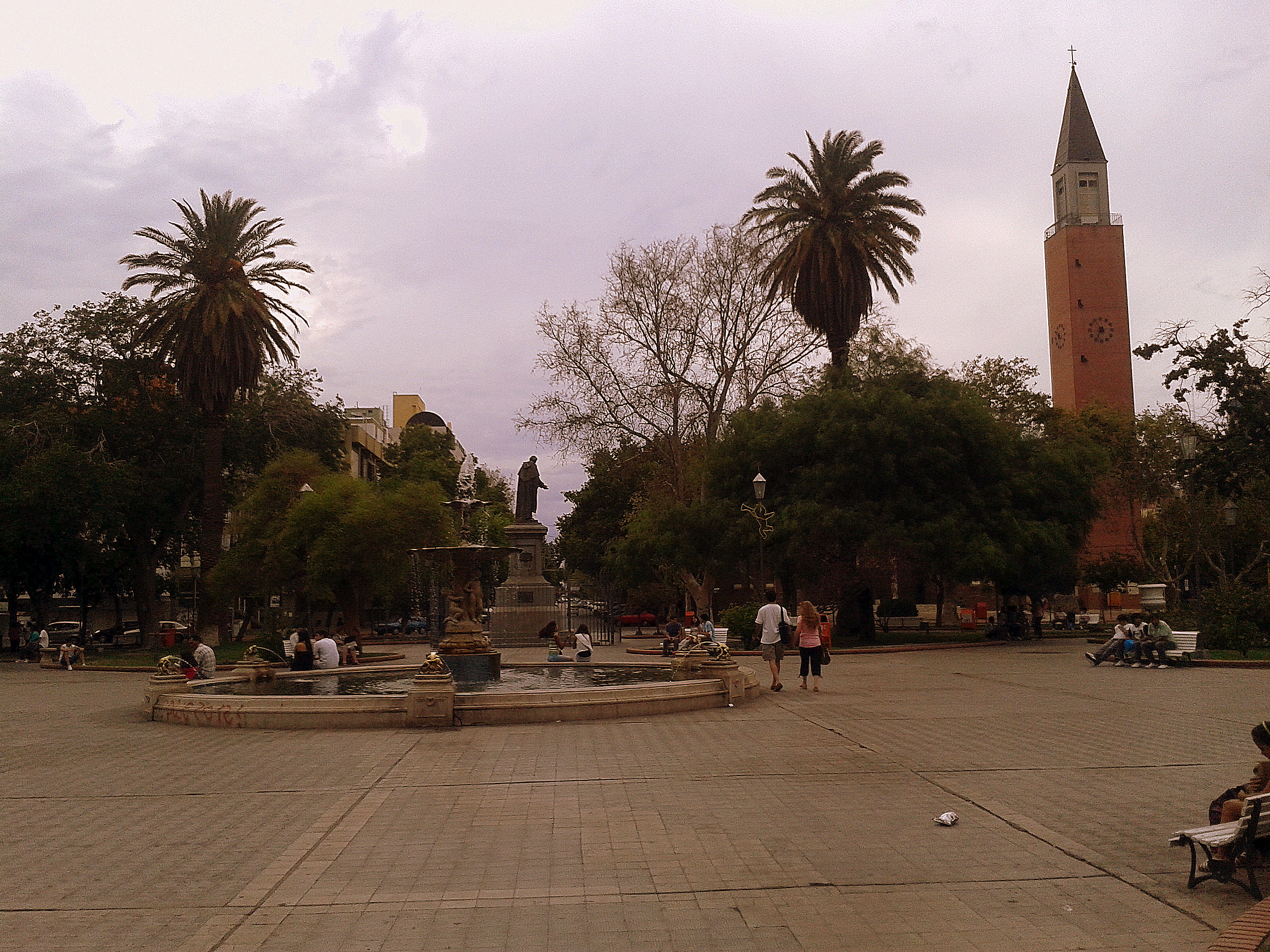
Vista a la Catedral de San Juan desde Plaza 25 de Mayo.

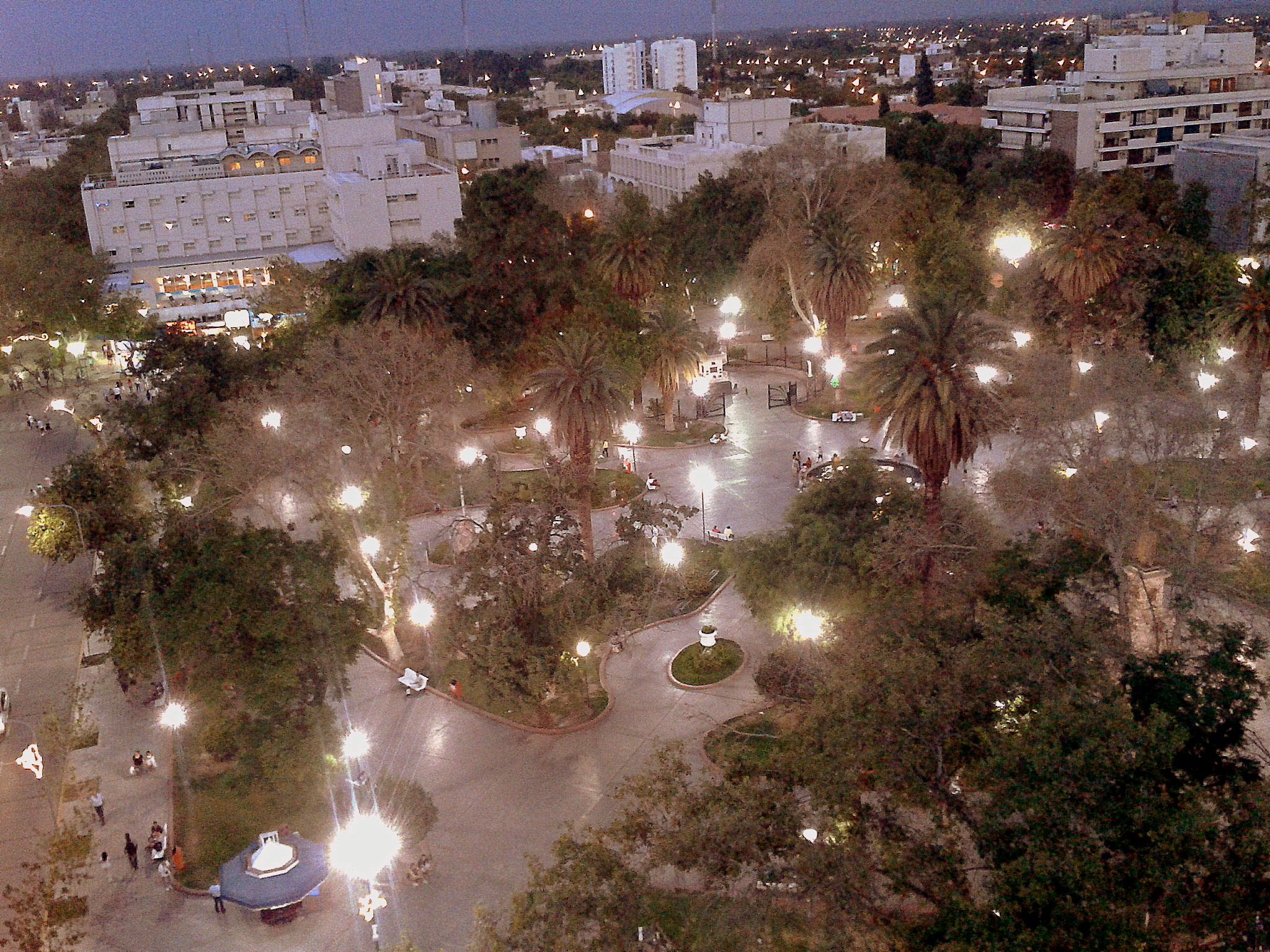
La plaza 25 desde 33 metros de altura en el campanil

Esta plaza nace mediados de 1593, ya que el entonces el emplazamiento de la ciudad de San Juan fue trasladado 25 cuadras al sur por las inundaciones del río San Juan. Nuevamente fue trazada la Plaza Mayor en un cuadrado desnudo y a su alrededor comenzó a crecer nuevamente la ciudad. A pesar de nuevas inundaciones y grandes terremotos, este fue el lugar definitivo de la que hoy es la Plaza 25 de Mayo.
En la actualidad es uno de los lugares históricos más antiguos de la ciudad de San Juan. Se llamó primero "Plaza Mayor", luego "Plaza de Armas", pues se practicaban en ella ejercicios militares. Se tiene información de que en 1816 se utilizó para corrida de toros y leía allí las noticias el pregonero.
En 1817 formaron en ella las fuerzas de la IV División del Ejército de los Andes, comandadas por el teniente coronel Juan Manuel Cabot, para revista del gobernador José Ignacio de la Roza.
Estuvieron en ella los prisioneros de la batalla de Chacabuco, traídos por el capitán José Clemente Sarmiento, padre del futuro presidente.
El gobernador de la Roza fue el primero en ornamentarla con árboles, al desaparecer él fueron arrancados. El progresista gobernador ya había planeado una fuente en la misma y el proyecto estaba en marcha. Quedó esta plaza hecha un potrero por varios años hasta que llegó el gobernador progresista Domingo Faustino Sarmiento, que dictó una cantidad de disposiciones para el embellecimiento de este paseo público, así cuenta con arbolado, paseos, caminos transversales; este trabajo lo continuó otro dinámico gobernador, Camilo Rojo, se plantaron naranjos, los famosos “naranjos de Rojo”.
En 1868 se plantan Acacias blancas, y aguaribay.
En 1875, el entonces gobernador Rosauro Doncel designa una comisión para conseguir una suscripción pública para mejoras en la Plaza.
En 1884, en un acto al que asistió Domingo F. Sarmiento, se inaugura el servicio de aguas corrientes, así brotó el agua por los orificios de la fuente.
Con el tiempo se hicieron nuevos trazados en sus jardines y paseos siendo estos embaldosados y se colocó el alumbrado eléctrico 1908.
El terremoto de 1944, convirtió a está plaza en sede provisoria de la Iglesia Catedral y lugar para atención de heridos.
Después del terremoto de 1944 y la posterior reconstrucción de la ciudad de San Juan, tampoco hay edificios gubernamentales en las cuadras frente a la plaza, aunque ésta sí forma parte del denominado Eje Cívico, marcado por la avenida José Ignacio de la Roza, que se abre al Este y Oeste de la plaza Sobre esta avenida se ubican los más importantes edificios del estado provincial y nacional.

## Ubicación
Está plaza se ubica en la manzana definida por las calles General Acha; al este, Rivadavia; al norte, Mendoza; al oeste y Mitre; al sur, la Plaza 25 de Mayo constituye el núcleo alrededor del cual se desarrolla la mayor actividad social y comercial de la provincia de San Juan.
31°32′13″S 68°31′30″O / -31.53694, -68.52500

## Turismo
Además de ser la plaza principal de San Juan, el sitio marca el kilómetro 0 de la provincia. Para quienes desean conocer la ciudad, la Plaza 25 de Mayo es el punto de partida. El Club Social, el Club Español, la Bolsa de Comercio y la moderna Iglesia Catedral -con su distinguido Campanil- son algunos de los edificios que tienen su frente hacia la Plaza y se destacan entre los más característicos de San Juan. 
Bancos, hoteles, casas de comercio, confiterías, bares y cines completan la oferta que se concentra alrededor de esta manzana y la transforman en el lugar de encuentro preferido por turistas y locales.

## Fuente consultada
- www.turismo.sanjuan.com "Plaza 25 de Mayo"
- www.fundaciónbataller.com - "Plaza 25 de Mayo"

- Datos: Q6079388